# John Brewis
John Beverley Brewis (n. 8 aprilie 1920 – d. 25 mai 1989) a fost un om politic britanic, membru al Parlamentului European în perioada 1973-1979 din partea Regatului Unit.
1. 1 2  Henry John Brewis, The Peerage, accesat în 9 octombrie 2017
2. 1 2 3 4 5 6  The Peerage
3. 1 2 3 4 5 6  Hansard 1803–2005
4. ↑   http://www.assembly.coe.int/nw/xml/AssemblyList/MP-Details-EN.asp?MemberID=1182 Lipsește sau este vid: |title= (ajutor)